# Mareen
Mareen ist ein weiblicher Vorname.

## Herkunft und Bedeutung
Der Vorname Mareen kommt in Deutschland eher selten vor, er ist vermutlich eine Erweiterung des dänischen Namens Maren oder Marene, der eine Nebenform des Vornamens Marina ist. Auch aus dem Baskischen ist dieser Name bekannt, wo er eine Form des Namens Marian darstellt. Dieser stellt die weibliche Form des Namens Marinus dar und bedeutet „zum Meer gehörend“. Ein ähnlich klingender Name ist Maureen.

## Namensträgerinnen
- Mareen Louie Harper, amerikanische Tennisspielerin
- Mareen Hufe (* 1978), deutsche Triathletin
- Mareen von Römer (* 1987), deutsche Volleyballspielerin

### Künstlername
- Mike Mareen (eigentlich Uwe-Michael Wischhoff; * 1949), deutscher Popsänger und Musikproduzent

## Verwendung des Namens in der Industrie
Der Pharmakonzern Krewel Meuselbach vertreibt unter diesem Namen ein rezeptpflichtiges Antidepressivum, das auf dem Wirkstoff Doxepin basiert.